# Download Festival
El Download Festival és un festival musical que dura tres dies i està ubicat anualment al Donington Park (que va ser la seu dels festivals de Monsters of Rock entre 1980 i 1996, i de Ozzfest el 2002). Té lloc a finals de primavera i el propietari i l'administrador és Live Nation.

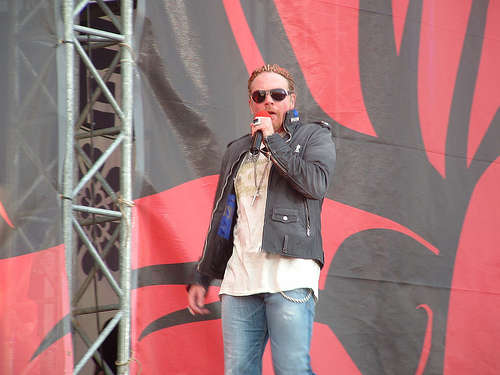
Axl Rose al Download

## 2003
El Primer Download Festival es va fer el 2003. Els caps de cartellera foren Iron Maiden, A, Audioslave i NOFX.

## 2004
En el 2004, va ser afegit un altre escenari al festival, fent que en total n'hi hagués tres. Els caps de cartell foren Linkin Park, Metallica, Pennywise, HIM, Peaches i Suicide Girls.
Escòcia
Al Juny de 2004 un Download Festival de dos dies va ser dut a terme a Glasgow Green, uns anys després de l'event de Donington. Aquest va tenir una líniea de bandes limitades amb només 9 grups tocant durant aquest període de dos dies. Tot i així, aquestes bandes eren similars a les que van aparèixer a Donington incloent els grups principals de la llista, Metallica i Linkin Park. Download Scotland va veure també una aparença del grup de rock gal·lès Lostprophets que van aparèixer només a Escòcia i no van tocar a Donington.
Altres bandes que van aparèixer també durant els dos dies que va durar el Download Scotland van ser Korn, Slipknot, Iggy i The Stooges, Machine Head, The Distillers i HIM.

## 2005
El Download de 2005 va ser dut a terme en el Donington Park, del 10 al 12 de juny del 2005. Aquest festival va ser diferent als altres, ja que el dissabte va ser anomenat com Ozzfest 2005. Lemmy Kilmister va pujar a l'escenari, amb membres de MC5 per a tocar al costat de Gilby Clarke Back in the USA.
Els caps de cartell foren Feeder, Black Sabbath, System of a Down, Billy Idol, In Flames, Motörhead, Napalm Death, Helmet i Therapy?.

## 2006

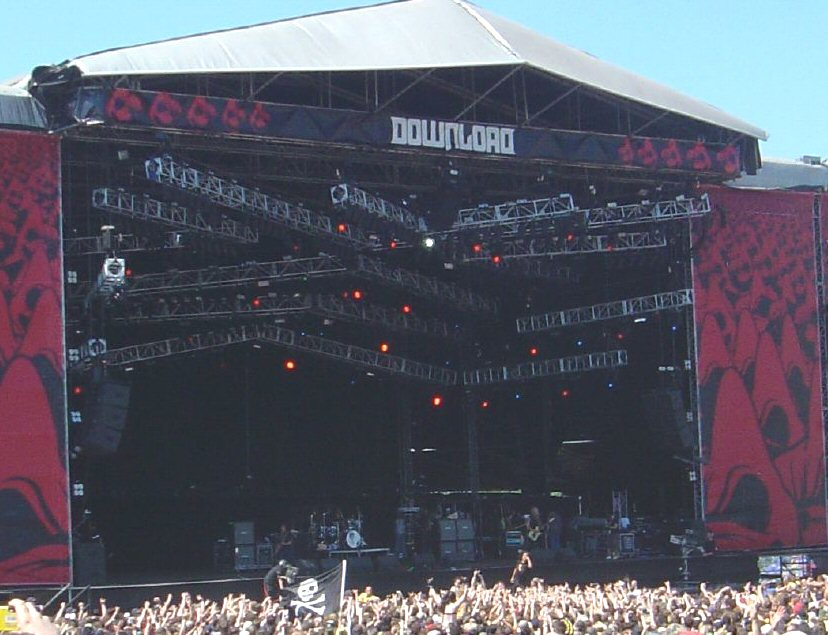
"Alice in Chains" al Download Festival 2006

L'edició 2006 del Download Festival es va fer els dies 9, 10, i 11 de Juny. El Download 2006 va ser el festival més venedor de tota Anglaterra. Va ser el primer any que el festival es va fer també a Irlanda.
El moment més memorable del festival va ser l'anunci en què el vocal de Korn, Jonathan Davis, va ser dut a l'hospital. Munky, Fieldy i David Silveria van explicar el perquè Jonathan no podia cantar aquell dia i van tocar amb els vocalistas convidats Corey Taylor de Slipknot, Dez Fafara de DevilDriver, Jesse Hasek de 10 Years, Benji Webbe de Skindred, M. Shadows de Avenged Sevenfold, i Matt Heafy de Trivium.
Els caps de cartell foren Tool, Metallica, Guns N' Roses, The All-American Rejects, Alter Bridge, The Prodigy, Art of Dying, Killing Joke i Sick of it All.

## 2007
EL Download Festival 2007 es va dur a terme del 8 al 10 de juny del 2007. Les tres bandes caps de cartellera del festival van ser My Chemical Romance, Linkin Park i Iron Maiden. L'anunci de My Chemical Romane com cap de cartellera va decebre als fans que volien una banda més pesada/canyera. Es van anunciar els nous noms del segon i tercer escenari, el Dimebag Darrell Stage, i el Tuborg Stage. El Download 2007 va ser la primera aparició de Dimmu Borgir a Anglaterra. Hardcore Superstar van perdre el seu lloc, perquè el seu autobus es va averiar a Alemanya.
Els caps de cartell foren My Chemical Romance, Linkin Park, Iron Maiden, Korn, Mötley Crüe, Billy Talent, Suicidal Tendencies, Head Automatica i Reel Big Fish.

## 2008
El Download festival 2008 es va fer del 13 de Juny al 15 de Juny. Chris Cornell en un principi anava a tocar al festival, però va cancel·lar la seva gira europea per a concentrar-se en el seu nou disc. El concert de Kid Rock també va ser cancel·lat a l'últim moment.
Els caps de cartell foren Kiss, The Offspring, Lostprophets, Simple Plan, HIM, Cavalera Conspiracy, The Dillinger Escape Plan, Testament i Jonathan Davis.

## 2009
L'edició 2009 del Download Festival es va dur a terme del 12 al 14 de juny al Donington Park.
El 3 dimecres 3 de Juny, una setmana abans que obrís les portes el camping, el Download Festival ja havia venut més de 2,500 bitllets de càmping. Aquestes entrades limitades van ser venudes en un termini de 24 hores després de ser posades a la venda.
Els caps de cartell foren Faith No More, Slipknot, Def Leppard, Mötley Crüe, The Prodigy, Trivium, Meshuggah, Anvil, Go:Audio, Blackhole, The Blackout i We Are the Ocean.

## 2010
L'edició 2010 del Download Festival es va dur a terme del 10 al 12 de juny al Donington Park. Els caps de cartell foren AC/DC, Rage Against the Machine, Deftones, Megadeth i Aerosmith.

## 2011
L'edició 2011 del Download Festival es va dur a terme del 10 al 12 de juny al Donington Park. Els caps de cartell foren Def Leppard, System of a Down, Linkin Park, Alice Cooper i The Cult.